# Or dentaire
Principalement utilisé dans le secteur de la bijouterie, l'or est un métal qui se retrouve également en médecine et plus particulièrement en dentisterie (appelée aussi odontologie ou médecine dentaire).
L'or dentaire se distingue de l'or travaillé par les bijoutiers. Pour être utilisé en odontologie, il faut que l'or soit mélangé avec un ou plusieurs autres métaux. 

## Explication
L'or dentaire est un alliage de métaux plus ou moins précieux (or, argent, platine, palladium, etc.). Les alliages dentaires se déclinent en fonction de la quantité d'or présente mais aussi en fonction des métaux avec lesquels l'or est mélangé. Il existe donc plusieurs types d'alliages dentaires qui sont reconnaissables notamment par leur couleur :
- L'or dentaire jaune est un alliage composé à 75 % d'or, à 12,5 % de cuivre et à 12,5 % d'argent. Cet alliage est le plus utilisé dans le secteur de la dentisterie.
- L'or dentaire blanc est un alliage d'or et de nickel. Si autrefois, ce type d'or dentaire était utilisé en dentisterie, la réglementation actuelle autour du nickel rend son utilisation en odontologie très limité.
- L'or dentaire rose contient 75 % d'or, 20 % de cuivre et 5 % d'argent. Cet alliage est déconseillé en odontologie en raison de la trop grande teneur en cuivre.
- L'or dentaire gris est composé de 75 % d'or, de 25 % d'argent plus du cuivre et du palladium. Là encore, il s'agit d'un alliage déconseillé voire interdit dans le secteur médical.
- L'or dentaire bleu reprend la même composition que l'or dentaire gris mais cet alliage contient en plus du fer. Cette concentration de métaux lourds est dangereuse pour la santé.

Chaque année, la dentisterie consomme pas moins de 67 tonnes d'or. Utilisé sous forme d'alliage, l'or dentaire est devenu un outil très répandu dans le secteur médical.

## Histoire
L'utilisation de l'or en dentisterie est une pratique très ancienne. Les Étrusques furent les premiers à utiliser ce métal dans un but médical. Les premières traces de ces pratiques remontent au VIIe siècle av. J.-C. Les Étrusques utilisaient des fils d'or pour fixer des dents sur des gencives. Afin de remplacer les dents perdues, cette civilisation avait mis au point deux types d'appareillages : les mainteneurs d'espace et les prothèses de remplacement. 
Les mainteneurs d'espace étaient constitués d'un bandeau unique en or de 2,5 mm de large. Le poids de cet appareil était de 2,5 grammes. La première pièce de ce genre trouvée est très ancienne puisque selon les spécialistes cet appareil serait apparu entre le VIe et le IVe siècle av. J.-C.
Les prothèses de remplacement étaient formées de bandeaux ou d'anneaux d'or qui supportaient des couronnes en ivoire ou en or.
Si les Étrusques étaient particulièrement avancés dans le domaine de l'odontologie, une fois cette civilisation éteinte, il faut attendre le XVIIe siècle pour que la médecine dentaire soit reconnue en Europe comme une discipline médicale à part entière. Louis XIV imposera ce domaine médical en promulguant un édit. Si le Roi-Soleil ouvre la voie à la dentisterie, c'est Pierre Fauchard et son livre intitulé Le Chirurgien Dentiste ou Traité sur les Dents paru en 1723 qui est considéré comme le père de la médecine dentaire en France. C'est d'ailleurs lui qui recommande l'utilisation du métal : plomb, étain ou or pour la réalisation de plombage sur des dents cariées. Si Pierre Fauchard préconise l'utilisation de métaux dans le domaine de la dentisterie, cette méthode est déjà appliquée puisque l'utilisation de feuille d'or dans la création d'un plombage est introduite pour la première fois en Europe dès le XVe siècle.
La France est loin d'être le seul pays à utiliser l'or dentaire puisqu'en Allemagne, en Angleterre et plus tard aux États-Unis, l'odontologie va recourir à ce métal. Principalement utilisé pour la création de couronne et de bridge, l'or est aujourd'hui[Quand ?] un produit courant dans le secteur de la dentisterie.

## Le boom du rachat d'or dentaire
Toujours présent de nos jours, l'or dentaire commence toutefois à céder du terrain face à la porcelaine et ce notamment dans la conception de prothèses et de couronnes dentaires. Ce premier élément lié à l'explosion du rachat d'or explique l'engouement autour de la vente d'or dentaire.
Si de plus en plus de particuliers recherchent des spécialistes pour revendre de l'or dentaire, cette opération est bien plus délicate que le rachat de bijoux en or. En effet, l'or dentaire n'est pas négociable en bourse tel quel. Il faut donc s'adresser à des spécialistes capables de procéder à l'extraction de l'or présent dans l'alliage. Autrement dit pour pouvoir revendre de l'or dentaire, il faut au préalable séparer l'or présent des autres métaux qui composent l'alliage dentaire. Une fois cette première étape effectuée, il est alors possible d'évaluer la qualité et la quantité d'or présent en réalisant un test d'authenticité. Le prix du rachat d'or dentaire est fixé en fonction de la qualité de l'or, à savoir du nombre de carats présents, mais aussi en fonction du cours de l'or en bourse. Le prix pour le rachat d'or dentaire est moins élevé que celui d'un bijou en or et ce à cause de la procédure d'extraction qui engendre un coût financier. Vendre de l'or dentaire est plus difficile que la vente d'un collier ou d'un bracelet en or. En effet, il est plus compliqué de trouver des professionnels spécialisés dans ce secteur. Sauf en Allemagne, où l'on vous rachète votre or dentaire au cours du jour (soit 33,10 € le gramme au 28/02/2018), voir site internet. Toutefois, de nombreux sites internet proposent le rachat d'or dentaire.